# Muricella
Muricella is een geslacht van neteldieren uit de klasse van de Anthozoa (bloemdieren).

## Soorten
- Muricella abnormalis Nutting, 1912
- Muricella argentea (Nutting, 1910)
- Muricella aruensis Kükenthal, 1919
- Muricella bengalensis Thomson & Henderson, 1906
- Muricella brunnea Kükenthal, 1924
- Muricella complanata Wright & Studer, 1889
- Muricella crassa Wright & Studer, 1889
- Muricella decipiens Kükenthal, 1924
- Muricella dentata (Nutting, 1910)
- Muricella dubia Nutting, 1910
- Muricella englemani Bayer, 1949
- Muricella erythraea Kükenthal, 1913
- Muricella exilis Tixier-Durivault, 1972
- Muricella flexilis Hiles, 1899
- Muricella flexuosa (Verrill, 1865)
- Muricella gracilis Wright & Studer, 1889
- Muricella grandis Nutting, 1910
- Muricella magna Utinomi, 1961
- Muricella megaspina Hargitt & Rogers, 1901
- Muricella nitida (Verrill, 1868)
- Muricella operculata (Nutting, 1910)
- Muricella paraplectana Grasshoff, 1999
- Muricella perramosa Ridley, 1882
- Muricella plectana Grasshoff, 1999
- Muricella ramosa Thomson & Henderson, 1905
- Muricella reticulata (Nutting, 1910)
- Muricella robusta Thomson & Simpson, 1909
- Muricella rosea (Nutting, 1910)
- Muricella rubra Thomson, 1905
- Muricella sayad Grasshoff, 2000
- Muricella stellata Nutting, 1910
- Muricella tenera Ridley, 1884
- Muricella tuberculata (Esper, 1791)
- Muricella umbraticoides (Studer, 1878)
- Muricella vasseuri Tixier-Durivault, 1972